# Sévériens (tribu)
Pour les articles homonymes, voir Sévériens.

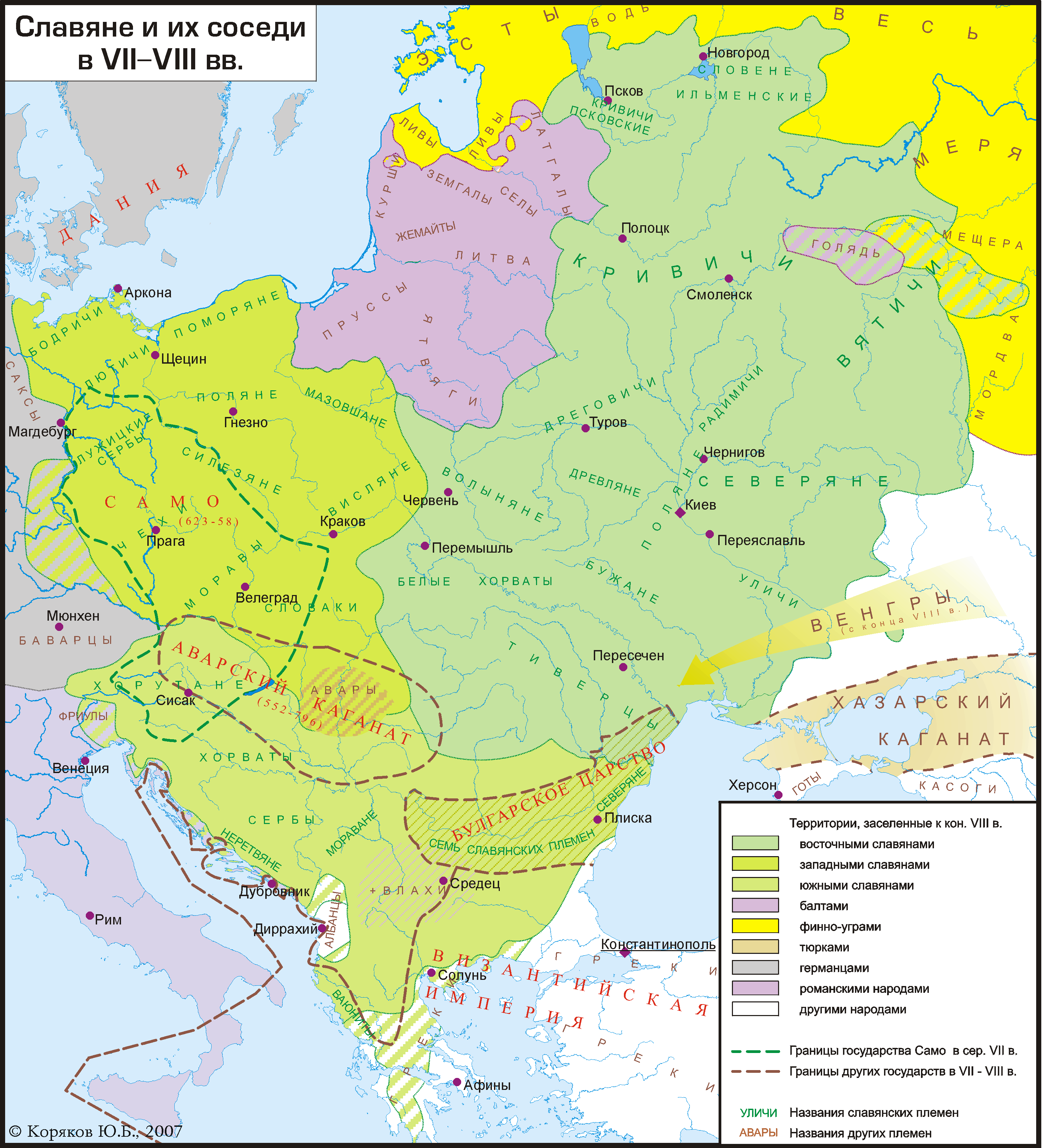
Carte du peuplement des Slaves et de leurs voisins à la fin du VIIIe siècle.

Les Sévériens (ou Sévères), en grec Σέβερεις, en bulgare  Севери, étaient une tribu slave.
Initialement installés dans les plaines et les forêts des plaines d'Europe orientale, une partie est restée dans l'actuelle Ukraine tandis qu'une autre partie s'est installée - lors de la grande incursion des Avares en 558 - au sud du cours aval du Danube (Dobroudja et Loudogorié). Cette installation dans la plaine méridionale du Danube s'est faite avec l'autorisation de l'Empire byzantin ; en contrepartie, les Sévériens devaient défendre les rives sud du delta du Danube et les cols de la partie orientale du Grand Balkan.
En 679/680, ils firent partie des tribus slaves qui s'allièrent avec les Bulgares d'Asparoukh contre l'Empire byzantin. Certains des princes et boyards sévériens occupèrent des fonctions élevées dans le Premier État bulgare : un des plus connus est Sémir, qui fut joupan sous Boris Ier de Bulgarie.